# Tutto suo padre
Tutto suo padre è un film del 1978 diretto da Maurizio Lucidi.

## Trama
Un giovane pizzaiolo romano riceve dalla madre, che si trova in punto di morte, una notizia sconvolgente: egli è il figlio naturale di Adolf Hitler, concepito durante una scappatella tra il Führer e la signora durante la visita che il dittatore tedesco fece in Italia nel 1938. Dopo averlo scoperto, un gruppo neonazista tedesco lo rieduca opportunamente per fargli seguire le orme del padre: Adolfo viene condotto in un castello tedesco, dove si cerca in tutti i modi di insegnargli la lingua e la retorica del celebre genitore.
Tuttavia, egli si dimostra assolutamente inadatto a questo nuovo ruolo. A furia di insistere, il gruppo neonazista lo convince a tenere un discorso pubblico, ma nell'occasione Adolfo commette una serie di gaffe (tra le altre cose, all'inizio mima i gesti e la voce di Mussolini) e, come se non bastasse, lancia una serie di accuse - anche sessuali - contro Hitler. Tornato in Italia, riprende la professione di pizzaiolo; leggendo una rivista, apprende che uno storico statunitense ha appurato l'impotenza di Hitler e si rallegra di questa mancata paternità.

## Curiosità
- La trama si ispira in qualche modo alla vicenda del ferroviere francese Jean-Marie Loret, il quale sosteneva di essere figlio naturale di Adolf Hitler. L'uomo, morto nel 1985, sosteneva di essere nato da una relazione tra il futuro dittatore nazista e sua madre Charlotte Lobjoie (una contadina francese di 17 anni) avvenuta durante la prima guerra mondiale; la madre gli rivelò la verità soltanto nel 1948, in punto di morte.[1]